# Xerocrassa edmundi
Xerocrassa edmundi is een slakkensoort uit de familie van de Hygromiidae. De wetenschappelijke naam van de soort is voor het eerst geldig gepubliceerd in 2006 door Martínez-Ortí.